# Ronde van Frankrijk 2014/Startlijst
Dit artikel beschrijft de startlijst van de 101ste Ronde van Frankrijk die van zaterdag 5 juli tot en met zondag 27 juli 2014 werd verreden.

## Overzicht

### Sky ProCycling
| Rugnummer | Naam               | Prestaties                         | Opmerkingen       | Eindklassering |
| --------- | ------------------ | ---------------------------------- | ----------------- | -------------- |
| 1         | Chris Froome       |                                    | Opgave: 5e etappe | DNF            |
| 2         | Bernhard Eisel     |                                    |                   | 126e           |
| 3         | Vasil Kiryjenka    |                                    |                   | 86e            |
| 4         | David López García |                                    |                   | 105e           |
| 5         | Mikel Nieve        | Strijdlustigste renner: 18e etappe |                   | 18e            |
| 6         | Danny Pate         |                                    |                   | 153e           |
| 7         | Richie Porte       |                                    |                   | 23e            |
| 8         | Geraint Thomas     |                                    |                   | 22e            |
| 9         | Xabier Zandio      |                                    | Opgave: 6e etappe | DNF            |

Ploegleider:  Nicolas Portal/ Servais Knaven

### Movistar
| Rugnummer | Naam               | Prestaties | Opmerkingen                   | Eindklassering |
| --------- | ------------------ | ---------- | ----------------------------- | -------------- |
| 11        | Alejandro Valverde |            |                               | 4e             |
| 12        | Imanol Erviti      |            |                               | 81e            |
| 13        | John Gadret        |            |                               | 19e            |
| 14        | Jesús Herrada      |            |                               | 61e            |
| 15        | Beñat Intxausti    |            |                               | 114e           |
| 16        | Jon Izagirre       |            |                               | 41e            |
| 17        | Rubén Plaza        |            |                               | 91e            |
| 18        | José Joaquín Rojas |            | Gediskwalificeerd: 18e etappe | DSQ            |
| 19        | Giovanni Visconti  |            |                               | 37e            |

Ploegleider:  José Luis Arrieta/ José Vicente García

### Katjoesja
| Rugnummer | Naam               | Prestaties                 | Opmerkingen                                 | Eindklassering |
| --------- | ------------------ | -------------------------- | ------------------------------------------- | -------------- |
| 21        | Joaquim Rodríguez  |                            |                                             | 54e            |
| 22        | Vladimir Isajtsjev |                            |                                             | 157e           |
| 23        | Alexander Kristoff | Winnaar: 12e en 15e etappe |                                             | 125e           |
| 24        | Luca Paolini       |                            |                                             | 136e           |
| 25        | Aleksandr Porsev   |                            | Gediskwalificeerd: 13e etappe (buiten tijd) | OOT            |
| 26        | Jegor Silin        |                            | Opgave: 6e etappe                           | DNF            |
| 27        | Gatis Smukulis     |                            |                                             | 100e           |
| 28        | Simon Špilak       |                            | Opgave: 17e etappe                          | DNF            |
| 29        | Joeri Trofimov     |                            |                                             | 15e            |

Ploegleider:  José Azevedo/ Torsten Schmidt

### Tinkoff-Saxo
| Rugnummer | Naam             | Prestaties                         | Opmerkingen        | Eindklassering |
| --------- | ---------------- | ---------------------------------- | ------------------ | -------------- |
| 31        | Alberto Contador |                                    | Opgave: 10e etappe | DNF            |
| 32        | Daniele Bennati  |                                    |                    | 96e            |
| 33        | Jesús Hernández  |                                    | Opgave: 6e etappe  | DNF            |
| 34        | Rafał Majka      | Winnaar: 14e en 17e etappe         |                    | 44e            |
| 35        | Michael Mørkøv   |                                    |                    | 134e           |
| 36        | Sérgio Paulinho  |                                    |                    | 89e            |
| 37        | Nicolas Roche    | Strijdlustigste renner: 11e etappe |                    | 39e            |
| 38        | Michael Rogers   | Winnaar: 16e etappe                |                    | 26e            |
| 39        | Matteo Tosatto   |                                    |                    | 119e           |

Ploegleider:  Philippe Maduit/ Steven de Jongh

### Astana
| Rugnummer | Naam               | Prestaties                          | Opmerkingen | Eindklassering   |
| --------- | ------------------ | ----------------------------------- | ----------- | ---------------- |
| 41        | Vincenzo Nibali    | Winnaar: 2e, 10e, 13e en 18e etappe |             | Goud · Gele trui |
| 42        | Jakob Fuglsang     |                                     |             | 36e              |
| 43        | Andrij Hryvko      |                                     |             | 95e              |
| 44        | Dmitri Groezdev    |                                     |             | 130e             |
| 45        | Maksim Iglinski    |                                     |             | 129e             |
| 46        | Tanel Kangert      |                                     |             | 20e              |
| 47        | Michele Scarponi   |                                     |             | 49e              |
| 48        | Alessandro Vanotti |                                     |             | 147e             |
| 49        | Lieuwe Westra      | Strijdlustigste renner: 5e etappe   |             | 79e              |

Ploegleider:  Giuseppe Martinelli/ Alexander Schefer

### Cannondale
| Rugnummer | Naam                 | Prestaties                                | Opmerkingen        | Eindklassering |
| --------- | -------------------- | ----------------------------------------- | ------------------ | -------------- |
| 51        | Peter Sagan          |                                           |                    | 60e            |
| 52        | Maciej Bodnar        |                                           |                    | 112e           |
| 53        | Alessandro De Marchi | Strijdlustigste renner: 13e en 14e etappe |                    | 52e            |
| 54        | Ted King             |                                           | Opgave: 10e etappe | -              |
| 55        | Kristjan Koren       |                                           |                    | 135e           |
| 56        | Marco Marcato        |                                           |                    | 80e            |
| 57        | Jean-Marc Marino     |                                           |                    | 160e           |
| 58        | Fabio Sabatini       |                                           |                    | 118e           |
| 59        | Elia Viviani         |                                           |                    | 162e           |

Ploegleider:  Stefano Zanatta/ Gilles Pauchard

### Belkin
| Rugnummer | Naam              | Prestaties         | Opmerkingen       | Eindklassering |
| --------- | ----------------- | ------------------ | ----------------- | -------------- |
| 61        | Bauke Mollema     |                    |                   | 10e            |
| 62        | Lars Boom         | Winnaar: 5e etappe |                   | 97e            |
| 63        | Stef Clement      |                    | Opgave: 7e etappe | DNF            |
| 64        | Steven Kruijswijk |                    |                   | 15e            |
| 65        | Tom Leezer        |                    |                   | 133e           |
| 66        | Bram Tankink      |                    |                   | 40e            |
| 67        | Laurens ten Dam   |                    |                   | 9e             |
| 68        | Sep Vanmarcke     |                    |                   | 106e           |
| 69        | Maarten Wynants   |                    |                   | 117e           |

Ploegleider:  Nico Verhoeven/ Frans Maassen

### Omega Pharma-Quick-Step
| Rugnummer | Naam                | Prestaties                                                                 | Opmerkingen             | Eindklassering |
| --------- | ------------------- | -------------------------------------------------------------------------- | ----------------------- | -------------- |
| 71        | Mark Cavendish      |                                                                            | Niet gestart: 2e etappe | DNS            |
| 72        | Jan Bakelants       |                                                                            |                         | 24e            |
| 73        | Michał Gołaś        |                                                                            |                         | 55e            |
| 74        | Michał Kwiatkowski  |                                                                            |                         | 28e            |
| 75        | Tony Martin         | Winnaar: 9e etappe en 20e etappe; Strijdlustigste renner: 9e en 10e etappe |                         | 47e            |
| 76        | Alessandro Petacchi |                                                                            |                         | 148e           |
| 77        | Mark Renshaw        |                                                                            |                         | 142e           |
| 78        | Niki Terpstra       |                                                                            |                         | 94e            |
| 79        | Matteo Trentin      | Winnaar: 7e etappe                                                         |                         | 93e            |

Ploegleider:  Wilfried Peeters/ Davide Bramati

### AG2R La Mondiale
| Rugnummer | Naam                   | Prestaties                                                 | Opmerkingen | Eindklassering |
| --------- | ---------------------- | ---------------------------------------------------------- | ----------- | -------------- |
| 81        | Jean-Christophe Péraud |                                                            |             | Zilver         |
| 82        | Romain Bardet          | Strijdlustigste renner: 17e etappe                         |             | 6e             |
| 83        | Mikaël Cherel          |                                                            |             | 59e            |
| 84        | Samuel Dumoulin        |                                                            |             | 90e            |
| 85        | Ben Gastauer           |                                                            |             | 21e            |
| 86        | Blel Kadri             | Winnaar: 8e etappe Strijdlustigste renner: 2e en 8e etappe |             | 84e            |
| 87        | Sébastien Minard       |                                                            |             | 99e            |
| 88        | Matteo Montaguti       |                                                            |             | 66e            |
| 89        | Christophe Riblon      |                                                            |             | 120e           |

Ploegleider:  Vincent Lavenu/ Julien Jurdie

### Garmin-Sharp
| Rugnummer | Naam                 | Prestaties                         | Opmerkingen              | Eindklassering |
| --------- | -------------------- | ---------------------------------- | ------------------------ | -------------- |
| 91        | Andrew Talansky      |                                    | Niet gestart: 12e etappe | DNS            |
| 92        | Janier Acevedo       |                                    | Opgave: 13e etappe       | DNF            |
| 93        | Jack Bauer           |                                    |                          | 137e           |
| 94        | Alex Howes           |                                    |                          | 127e           |
| 95        | Benjamin King        |                                    |                          | 53e            |
| 96        | Sebastian Langeveld  |                                    |                          | 140e           |
| 97        | Ramūnas Navardauskas | Winnaar: 19e etappe                |                          | 141e           |
| 98        | Tom-Jelte Slagter    | Strijdlustigste renner: 19e etappe |                          | 56e            |
| 99        | Johan Vansummeren    |                                    |                          | 74e            |

Ploegleider:  Charles Wegelius/ Robert Hunter

### Giant-Shimano
| Rugnummer | Naam           | Prestaties                                        | Opmerkingen        | Eindklassering |
| --------- | -------------- | ------------------------------------------------- | ------------------ | -------------- |
| 101       | Marcel Kittel  | Winnaar: 1e, 3e, 4e etappe en Winnaar: 21e etappe |                    | 161e           |
| 102       | Roy Curvers    |                                                   |                    | 116e           |
| 103       | Koen de Kort   |                                                   |                    | 92e            |
| 104       | John Degenkolb |                                                   |                    | 123e           |
| 105       | Dries Devenyns |                                                   | Opgave: 14e etappe | DNF            |
| 106       | Tom Dumoulin   |                                                   |                    | 33e            |
| 107       | Ji Cheng       |                                                   |                    | 164e           |
| 108       | Albert Timmer  |                                                   |                    | 146e           |
| 109       | Tom Veelers    |                                                   |                    | 155e           |

Ploegleider:  Christian Guiberteau/ Marc Reef

### Lampre-Merida
| Rugnummer | Naam                | Prestaties | Opmerkingen              | Eindklassering |
| --------- | ------------------- | ---------- | ------------------------ | -------------- |
| 111       | Rui Costa           |            | Niet gestart: 16e etappe | DNS            |
| 112       | Davide Cimolai      |            |                          | 163e           |
| 113       | Kristijan Đurasek   |            |                          | 46e            |
| 114       | Chris Horner        |            |                          | 17e            |
| 115       | Sacha Modolo        |            | Opgave: 2e etappe        | DNF            |
| 116       | Nélson Oliveira     |            |                          | 87e            |
| 117       | Maximiliano Richeze |            | Niet gestart: 6e etappe  | DNS            |
| 118       | José Serpa          |            |                          | 48e            |
| 119       | Rafael Valls        |            | Opgave: 14e etappe       | DNF            |

Ploegleider:  José Antonio Fernandez/ Simone Pedrazzini

### FDJ.fr
| Rugnummer | Naam               | Prestaties | Opmerkingen        | Eindklassering     |
| --------- | ------------------ | ---------- | ------------------ | ------------------ |
| 121       | Arnaud Démare      |            |                    | 159e               |
| 122       | William Bonnet     |            |                    | 158e               |
| 123       | Mickaël Delage     |            |                    | 143e               |
| 124       | Arnold Jeannesson  |            |                    | 30e                |
| 125       | Matthieu Ladagnous |            |                    | 76e                |
| 126       | Cédric Pineau      |            |                    | 102e               |
| 127       | Thibaut Pinot      |            |                    | Brons · Witte trui |
| 128       | Jérémy Roy         |            |                    | 57e                |
| 129       | Arthur Vichot      |            | Opgave: 13e etappe | DNF                |

Ploegleider:  Thierry Bricaud/ Yvon Madiot

### Lotto-Belisol
| Rugnummer | Naam                  | Prestaties          | Opmerkingen       | Eindklassering |
| --------- | --------------------- | ------------------- | ----------------- | -------------- |
| 131       | Jurgen Van den Broeck |                     |                   | 13e            |
| 132       | Lars Bak              |                     |                   | 82e            |
| 133       | Bart De Clercq        |                     | Opgave: 8e etappe | DNF            |
| 134       | Tony Gallopin         | Winnaar: 11e etappe |                   | 29e            |
| 135       | André Greipel         | Winnaar: 6e etappe  |                   | 149e           |
| 136       | Adam Hansen           |                     |                   | 64e            |
| 137       | Greg Henderson        |                     | Opgave: 4e etappe | DNF            |
| 138       | Jürgen Roelandts      |                     |                   | 111e           |
| 139       | Marcel Sieberg        |                     |                   | 145e           |

Ploegleider:  Herman Frison/ Marc Wauters

### BMC Racing Team
| Rugnummer | Naam               | Prestaties | Opmerkingen       | Eindklassering |
| --------- | ------------------ | ---------- | ----------------- | -------------- |
| 141       | Tejay van Garderen |            |                   | 5e             |
| 142       | Darwin Atapuma     |            | Opgave: 7e etappe | DNF            |
| 143       | Marcus Burghardt   |            |                   | 154e           |
| 144       | Amaël Moinard      |            |                   | 45e            |
| 145       | Daniel Oss         |            |                   | 69e            |
| 146       | Michael Schär      |            |                   | 43e            |
| 147       | Peter Stetina      |            |                   | 35e            |
| 148       | Greg Van Avermaet  |            |                   | 38e            |
| 149       | Peter Velits       |            |                   | 27e            |

Ploegleider:  Yvon Ledanois/ Valerio Piva

### Europcar
| Rugnummer | Naam             | Prestaties                         | Opmerkingen | Eindklassering |
| --------- | ---------------- | ---------------------------------- | ----------- | -------------- |
| 151       | Pierre Rolland   |                                    |             | 11e            |
| 152       | Yukiya Arashiro  |                                    |             | 65e            |
| 153       | Bryan Coquard    |                                    |             | 104e           |
| 154       | Cyril Gautier    | Strijdlustigste renner: 16e etappe |             | 25e            |
| 155       | Yohann Gène      |                                    |             | 128e           |
| 156       | Alexandre Pichot |                                    |             | 107e           |
| 157       | Perrig Quéméneur |                                    |             | 83e            |
| 158       | Kévin Reza       |                                    |             | 73e            |
| 159       | Thomas Voeckler  | Strijdlustigste renner: 4e etappe  |             | 42e            |

Ploegleider:  Andy Flickinger/ Dominique Arnould

### Trek Factory Racing
| Rugnummer | Naam              | Prestaties                        | Opmerkingen              | Eindklassering |
| --------- | ----------------- | --------------------------------- | ------------------------ | -------------- |
| 161       | Fränk Schleck     |                                   |                          | 12e            |
| 162       | Matthew Busche    |                                   |                          | 98e            |
| 163       | Fabian Cancellara |                                   | Niet gestart: 11e etappe | DNS            |
| 164       | Markel Irizar     |                                   |                          | 63e            |
| 165       | Grégory Rast      |                                   |                          | 101e           |
| 166       | Andy Schleck      |                                   | Niet gestart: 4e etappe  | DNS            |
| 167       | Danny van Poppel  |                                   | Opgave: 7e etappe        | DNF            |
| 168       | Jens Voigt        | Strijdlustigste renner: 1e etappe |                          | 108e           |
| 169       | Haimar Zubeldia   |                                   |                          | 8e             |

Ploegleider:  Kim Andersen/ Alain Gallopin

### Cofidis
| Rugnummer | Naam            | Prestaties                        | Opmerkingen       | Eindklassering |
| --------- | --------------- | --------------------------------- | ----------------- | -------------- |
| 171       | Daniel Navarro  |                                   | Opgave 13e etappe | DNF            |
| 172       | Nicolas Edet    |                                   |                   | 77e            |
| 173       | Egoitz García   |                                   | Opgave 9e etappe  | DNF            |
| 174       | Cyril Lemoine   |                                   |                   | 110e           |
| 175       | Luis Ángel Maté | Strijdlustigste renner: 6e etappe |                   | 31e            |
| 176       | Rudy Molard     |                                   |                   | 51e            |
| 177       | Adrien Petit    |                                   |                   | 156e           |
| 178       | Julien Simon    |                                   |                   | 109e           |
| 179       | Rein Taaramäe   |                                   |                   | 88e            |

Ploegleider:  Didier Rous/ Jean-Luc Jonrond

### Orica-GreenEdge
| Rugnummer | Naam             | Prestaties                         | Opmerkingen              | Eindklassering |
| --------- | ---------------- | ---------------------------------- | ------------------------ | -------------- |
| 181       | Simon Gerrans    |                                    | Niet gestart: 17e etappe | DNF            |
| 182       | Michael Albasini |                                    |                          | 70e            |
| 183       | Simon Clarke     | Strijdlustigste renner: 12e etappe |                          | 113e           |
| 184       | Luke Durbridge   |                                    |                          | 122e           |
| 185       | Mathew Hayman    |                                    | Opgave: 10e etappe       | DNF            |
| 186       | Jens Keukeleire  |                                    |                          | 67e            |
| 187       | Christian Meier  |                                    |                          | 121e           |
| 188       | Svein Tuft       |                                    |                          | 131e           |
| 189       | Simon Yates      |                                    | Niet gestart: 16e etappe | DNS            |

Ploegleider:  Matthew White/ Neil Stephens

### IAM Cycling
| Rugnummer | Naam                  | Prestaties                               | Opmerkingen              | Eindklassering |
| --------- | --------------------- | ---------------------------------------- | ------------------------ | -------------- |
| 191       | Mathias Frank         |                                          | Opgave 7e etappe         | DNF            |
| 192       | Sylvain Chavanel      |                                          |                          | 34e            |
| 193       | Martin Elmiger        | Strijdlustigste renner: 7e en 15e etappe |                          | 75e            |
| 194       | Heinrich Haussler     |                                          | Opgave: 18e etappe       | DNF            |
| 195       | Reto Hollenstein      |                                          | Niet gestart: 17e etappe | DNS            |
| 196       | Roger Kluge           |                                          |                          | 139e           |
| 197       | Jérôme Pineau         |                                          |                          | 58e            |
| 198       | Sébastien Reichenbach |                                          |                          | 85e            |
| 199       | Marcel Wyss           |                                          |                          | 32e            |

Ploegleider:  Kjell Carlström/ Eddy Seigneur

### NetApp-Endura
| Rugnummer | Naam                | Prestaties                        | Opmerkingen        | Eindklassering |
| --------- | ------------------- | --------------------------------- | ------------------ | -------------- |
| 201       | Leopold König       |                                   |                    | 7e             |
| 202       | Jan Bárta           | Strijdlustigste renner: 3e etappe |                    | 71e            |
| 203       | David de la Cruz    |                                   | Opgave: 12e etappe | DNF            |
| 204       | Zakkari Dempster    |                                   |                    | 151e           |
| 205       | Bartosz Huzarski    |                                   |                    | 68e            |
| 206       | Tiago Machado       |                                   |                    | 72e            |
| 207       | José Mendes         |                                   |                    | 124e           |
| 208       | Andreas Schillinger |                                   |                    | 144e           |
| 209       | Paul Voss           |                                   |                    | 50e            |

Ploegleider:  Enrico Poitschke/ Alex Sans Vega

### Bretagne-Séché Environnement
| Rugnummer | Naam              | Prestaties | Opmerkingen | Eindklassering |
| --------- | ----------------- | ---------- | ----------- | -------------- |
| 211       | Brice Feillu      |            |             | 16e            |
| 212       | Jean-Marc Bideau  |            |             | 115e           |
| 213       | Anthony Delaplace |            |             | 78e            |
| 214       | Romain Feillu     |            |             | 150e           |
| 215       | Armindo Fonseca   |            |             | 138e           |
| 216       | Arnaud Gérard     |            |             | 132e           |
| 217       | Florian Guillou   |            |             | 62e            |
| 218       | Benoît Jarrier    |            |             | 152e           |
| 219       | Florian Vachon    |            |             | 103e           |

Ploegleider:  Emmanuel Hubert/ Roger Trehin

## Deelnemers per land
| Deelnemers | Land |
| ---------- | --- |
| 44         | Frankrijk                                                                                                   |
| 20         | Spanje |
| 17         | Italië, Nederland                                                                                           |
| 10         | Australië, België, Duitsland                                                                                |
| 9          | Verenigde Staten, Zwitserland                                                                               |
| 5          | Polen, Portugal                                                                                             |
| 4          | Rusland, Verenigd Koninkrijk                                                                                |
| 3          | Colombia, Denemarken, Luxemburg                                                                             |
| 2          | Canada, Estland, Kazachstan, Nieuw-Zeeland, Slovenië, Slowakije, Tsjechië                                   |
| 1          | Argentinië, China, Ierland, Japan, Kroatië, Letland, Litouwen, Noorwegen, Oekraïne, Oostenrijk, Wit-Rusland |